# Sally Salisbury
Sally Salisbury (c.1692 – 1724), nombre real Sarah Pridden y también conocida como Sarah Priddon, fue una célebre cortesana en el Londres de principios del siglo XVIII. Fue la amante de muchos miembros notables de la alta sociedad, y socializó con muchos otros.
En 1722 apuñaló a un cliente, el político John Finch, hijo de Daniel Finch, segundo conde de Nottingham y Anne Finch, condesa de Nottingham. Como resultado, Salisbury fue sentenciada a prisión por un año. Fue enviada a la prisión de Newgate pero murió a los nueve meses.

## Biografía
Nació alrededor de 1690–1692 y le fue dado el nombre de Sarah Pridden. Su padre era albañil. A los nueve años, Salisbury era aprendiz de costurera en Aldgate. Después de perder una pieza valiosa de encaje, Salisbury huyó y se buscó la vida en las calles del mísero distrito de St Giles. Allí se dedicó a diversas formas de comercio callejero. Se hizo conocida en Londres como "la pequeña y bella muchachita que vende panfletos a los estudiantes y aprendices...en el callejón Pope's Head Alley en la ciudad de Londres". Sus ventas de panfletos eran meramente un plus a su más lucrativo comercio, cobrando a los chicos media corona por una hora de su tiempo. El notorio libertino Francis Charteris la convirtió en su amante, pero la abandonó c. 1704, cuando tenía 14 años. Tras su abandono, Salisbury fue recogida por la alcahueta Mother Wisebourne, cuya casa en Covent Garden era uno de los burdeles más exclusivos y caros del momento. Adoptó el apellido Salisbury del nombre de uno de sus amantes. Después de la muerte de Wisebourne, Salisbury se mudó a la casa de Mother Needham en Park Place.

### Cortesana célebre
Salisbury era celebrada por su belleza e ingenio, y consiguientemente atrajo a muchos clientes aristocráticos. El Secretario de Estado para el Departamento del Norte (1710-1713) y Secretario de Estado para el Departamento del Sur (1713-1714), el vizconde Bolingbroke era un gran admirador de Salisbury, dispuesto a pagar "el precio más alto por el placer más grande". Ella presumía de su selecta clientela. El duque de Richmond, el poeta y diplomático Matthew Prior, y el hijo de Nell Gwyn el duque de St Albans, estuvieron entre sus protectores e incluso el futuro Jorge II se rumoreaba había estado entre sus amantes.
Pasó un tiempo en las prisiones de Marshalsea y Bridewell por delitos menores y deudas. Después de un disturbio en la casa de Wisebourne en 1713, Salisbury fue enviada a la prisión Newgate. Fue liberada por el juez Blagney, que se había enamorado de ella.

### Apuñalamiento

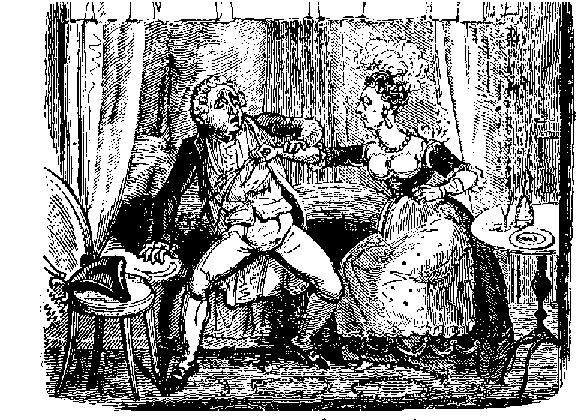
Ilustración del de Salisbury apuñalando a Finch.

El apuñalamiento tuvo lugar como resultado de una discusión sobre unas entradas de ópera que un cliente había dado a la hermana de Sally en vez de a Sally. El cliente era el político John Finch, hijo de Daniel Finch, segundo conde de Nottingham y Anne Finch, condesa de Nottingham. Finch era también hermano de Daniel Finch, octavo conde de Winchilsea. Durante la discusión en la taberna Three Tuns en Chandos Street, Covent Garden, Finch y Salisbury se enojaron. Salisbury cogió el cuchillo de mesa que habían traído con su comida y se lo clavó a Finch en el pecho. Al parecer se arrepintió de inmediato, y pidió un cirujano para atenderlo. Finch estuvo gravemente enfermo algún tiempo, pero perdonó a Salisbury en el acto. Cuando más tarde se recuperó, deseaba visitarla en prisión para reiterar su perdón.
El incidente fue la comidilla de la ciudad, convirtiendo a Salisbury en una celebridad en Londres y cada uno de sus movimientos era informado. Lady Mary Wortley Montagu escribió a Lady Frances Pierrepont, la condesa de Mar (esposa de John Erskine, conde de Mar) exiliada en París sobre los rumores unos días después del acontecimiento:

La noticia más reciente en la ciudad es el fatal accidente ocurrido hace tres noches a un joven muy lindo, hermano de Lord Finch, que estaba bebiendo con una monada muy querida, de quien quizás hayas oído hablar, con el nombre de Sally Salisbury. En un enfado celoso ella lo apuñaló en el corazón con un cuchillo. Cayó muerto de inmediato, pero cuando llamaron a un cirujano, al extraer el cuchillo de su cuerpo, abrió los ojos y sus primeras palabras fueron rogarle que fuera su amiga y besarla. Desde entonces, ella se quedó junto a su cama hasta anoche, cuando él le suplicó que se fuera, porque pensó que no sobreviviría, ella ha seguido su consejo y quizás lo honrará en su residencia de París.
Lady Mary Wortley Montagu – c. 25 de diciembre de 1722

### Juicio y encarcelamiento
Salisbury fue acusada de agresión violenta y juzgada en Old Bailey el 24 de abril de 1723. Su abogado reclamó que el acto no había sido premeditado, y que el perdón del señor Finch debía contar a su favor. La defensa también intentó argumentar que Sally había actuado para defender a su hermana de las intenciones amorosas deshonrosas del señor Finch, más que por celos. La fiscalía se burló de su reputación y reclamó que el perdón de Finch mostraba solo su carácter amable y no ofrecía nada en el camino de la atenuación. El jurado la encontró culpable de asaltar y herir a Finch, pero la absolvió de intento de asesinato. Fue sentenciada a pagar una multa de 100 libras, prisión por un año, y a encontrar garantías para su comportamiento por dos años.
Los protectores de Salisbury no la abandonaron: recibió visitas mientras estaba en prisión y en espera de juicio. La sala del tribunal estuvo llena de notables de la alta sociedad londinense durante el juicio. Después de su traslado a Newgate, continuó recibiendo visitas, que le trajeron artículos de lujo y se aseguraron que estuviera cómoda durante su encarcelamiento. Después de permanecer nueve meses en prisión, falleció de "fiebre cerebral provocada por la corrupción", casi ciertamente sífilis, y fue enterrada en el cementerio de St Andrew Holborn.

## Legado
Fue objeto de varias biografías, entre ellas el anónimo La historia genuina de la señorita Sarah Pridden, generalmente llamada Sally Salisbury, y sus galanes y Las auténticas memorias de la vida, intrigas y aventuras de la celebrada Sally Salisbury, del capitán Charles Walker ambas de 1723, así como la mención en la obra de César de Saussure Una vista extranjera de Inglaterra. 
Es una posible inspiración para la ramera Moll Hackabout, en la obra de William Hogarth La carrera de una prostituta: su amante Charteris aparece en la serie y, como Moll, Salisbury había pasado tiempo en Bridewell. Se pensaba que era el tema satírico de la canción Sally in Our Alley hasta que el autor, Henry Carey, reclamó no haber oído hablar de ella cuando la escribió.